# Açude Tucunduba
Açude Tucunduba är en reservoar i Brasilien.   Den ligger i delstaten Ceará, i den östra delen av landet, 1 600 kilometer nordost om huvudstaden Brasília. Açude Tucunduba ligger 42 meter över havet. Arean är 9,9 kvadratkilometer. Den sträcker sig 5,8 kilometer i nord-sydlig riktning, och 4,1 kilometer i öst-västlig riktning.
Omgivningarna runt Açude Tucunduba är huvudsakligen savann. Runt Açude Tucunduba är det glesbefolkat, med 15 invånare per kvadratkilometer.